# Real Club Jolaseta
El Real Club Jolaseta es un club deportivo de Guecho, Vizcaya (España). Tiene cuatro secciones en deporte federado: tenis, pádel, hockey sobre hierba y hockey sobre patines.

## Historia
Fue fundado en 1933 con el nombre de Sociedad Campos de Sport de Jolaseta y sus deportes fundacionales fueron el tenis, el hockey sobre hierba y el fútbol. En 1943 Juan de Borbón, jefe de la casa real española en el exilio, concedió al Club el derecho a utilizar la distinción de ‘Real’, y desde entonces comenzó a llamarse Real Club Jolaseta.

## Tenis
El Real Club Jolaseta organiza el Torneo Internacional de Tenis de Gecho, una de las pruebas de Circuito Femenino ITF y Futures (masculino).

## Hockey sobre hierba
El equipo masculino compite en la División de Honor A, de la que fue subcampeón en 1970, y el femenino en Primera División.

## Hockey sobre patines
El equipo masculino compite en OK Liga Bronce Norte.

## Premios y galardones
En 2011 fue galardonado como Mejor Club de Tenis de España por el Registro Profesional de Tenis (RPT).